# Liste der Biografien/Ruu
Liste der Biografien |
Portal Biografien |
Personensuche
# |
A |
B |
C |
D |
E |
F |
G |
H |
I |
J |
K |
L |
M |
N |
O |
P |
Q |
R |
S |
T |
U |
V |
W |
X |
Y |
Z |
?
 
Ra |
Rb |
Rd |
Re |
Rh |
Ri |
Rj |
Rk |
Rl |
Rm |
Rn |
Ro |
Rr |
Rs |
Rt |
Ru |
Rv |
Rw |
Rx |
Ry |
Rz
 
Rua |
Rub |
Ruc |
Rud |
Rue |
Ruf |
Rug |
Ruh |
Rui |
Ruj |
Ruk |
Rul |
Rum |
Run |
Ruo |
Rup |
Rur |
Rus |
Rut |
Ruu |
Ruv |
Ruw |
Rux |
Ruy |
Ruz
Die Liste der Biografien führt alle Personen auf, die in der deutschsprachigen Wikipedia einen Artikel haben. Dieses ist eine Teilliste mit 35 Einträgen von Personen, deren Namen mit den Buchstaben „Ruu“ beginnt.

## Ruu

### Ruub
- Ruubel, Endel (1916–1988), estnischer Radrennfahrer
- Ruubel, Heino (1921–1991), estnischer Radrennfahrer

### Ruud
- Ruud, Asbjørn (1919–1989), norwegischer Skispringer
- Ruud, Birger (1911–1998), norwegischer Skispringer und Skirennläufer
- Ruud, Birk (* 2000), norwegischer Freestyle-Skisportler
- Ruud, Casper (* 1998), norwegischer TennisspielerCasper Ruud (* 1998)

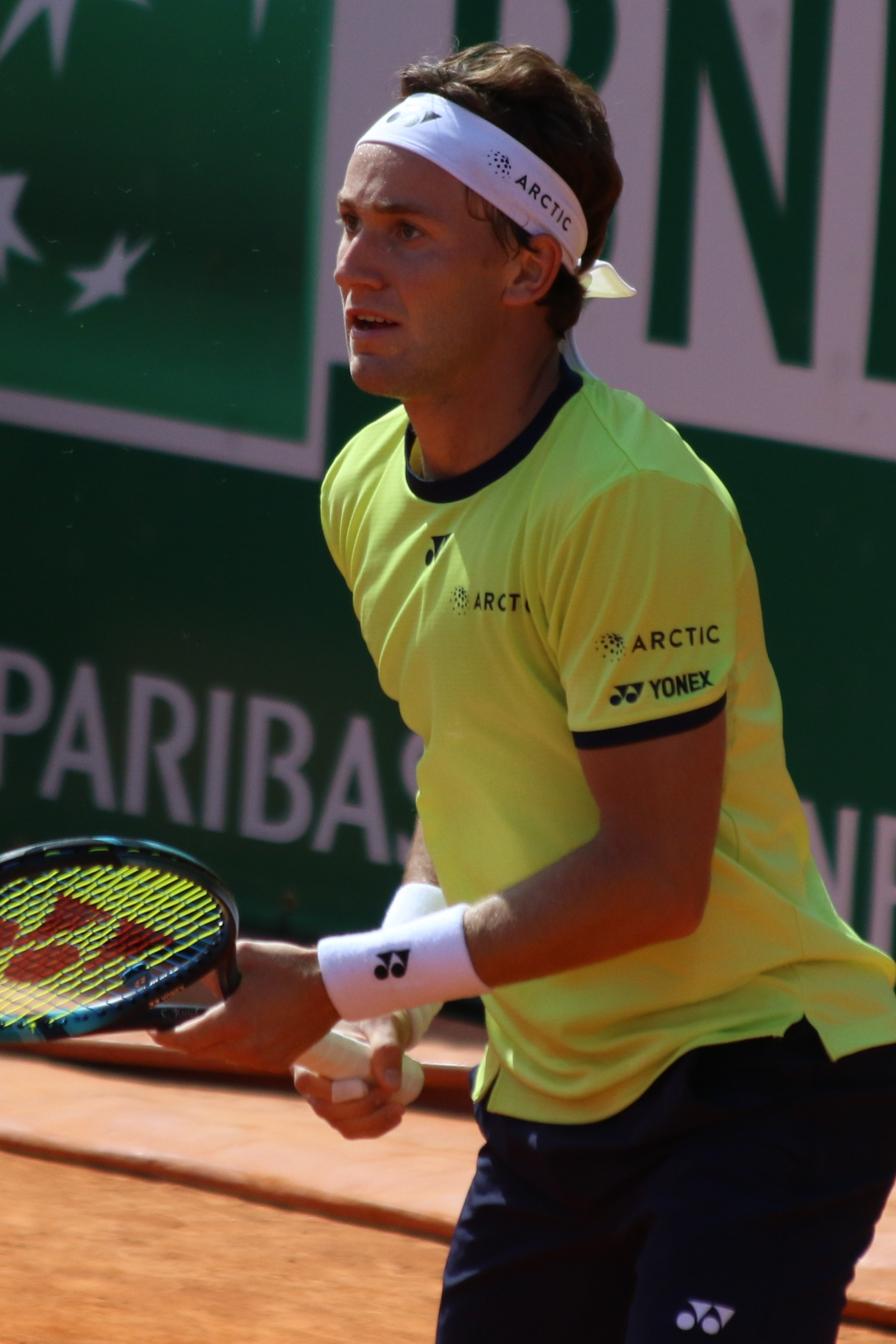
Casper Ruud (* 1998)

- Ruud, Christian (* 1972), norwegischer Tennisspieler
- Ruud, Roger (* 1958), norwegischer Skispringer
- Ruud, Sif (1916–2011), schwedische Schauspielerin in Film, Fernsehen und Theater
- Ruud, Sigmund (1907–1994), norwegischer Skispringer und alpiner Skirennläufer

### Ruuk
- Ruuka, John (* 1995), kiribatischer Sprinter
- Ruukel, Kenno (* 1997), estnischer Skispringer

### Ruus
- Ruus, Marcus (* 1994), schwedischer Skilangläufer
- Ruus, Neeme (1911–1942), estnischer Politiker
- Ruusbroec, Jan van (1293–1381), flämischer Theologe und Schriftsteller
- Ruuska, Sylvia (1942–2019), US-amerikanische Schwimmerin
- Ruuskanen, Antti (* 1984), finnischer Speerwerfer
- Ruuskanen, Arsi (* 1999), finnischer Skilangläufer
- Ruuskanen, Juha-Matti (* 1984), finnischer Skispringer
- Ruusuvuori, Emil (* 1999), finnischer TennisspielerEmil Ruusuvuori (* 1999)

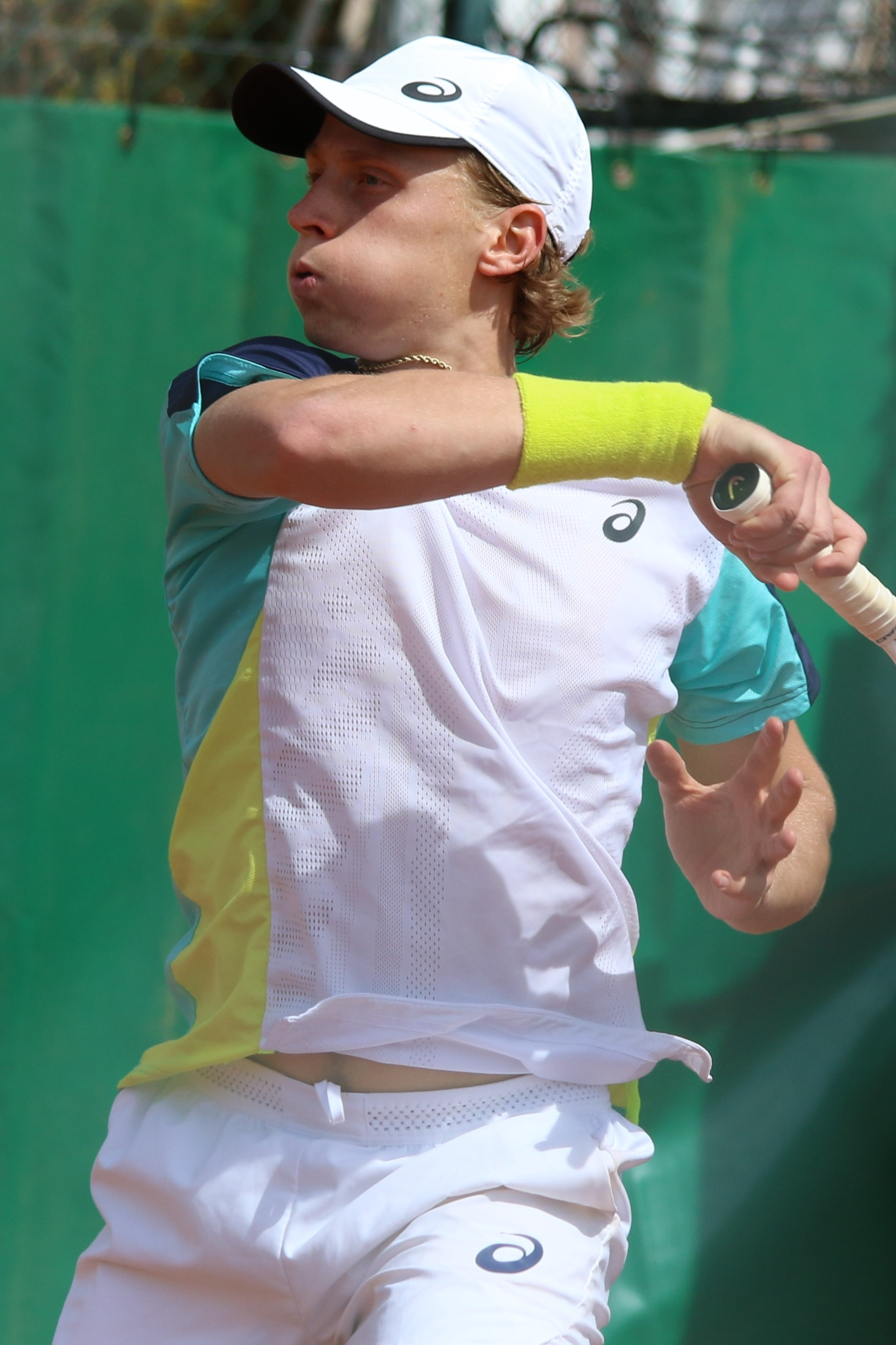
Emil Ruusuvuori (* 1999)

### Ruut
- Rüütel, Adolf (1906–1981), estnischer Fußballspieler
- Rüütel, Arnold (1928–2024), sowjetischer bzw. estnischer Politiker und Staatspräsident
- Rüütel, Helina (* 1997), estnische Badmintonspielerin
- Rüütel, Ingrid (* 1935), estnische Volkskundlerin und Philologin
- Ruuth, Anders (1926–2011), schwedischer lutherischer Theologe
- Ruuth, Eric (1746–1820), schwedischer Graf, Politiker und Marschall
- Ruutha, Theodoricus Petri († 1617), finnischer Verwaltungsjurist; Herausgeber der Piae Cantiones
- Rüütli, Karel (* 1978), estnischer Politiker, Mitglied des Riigikogu
- Rüütli, Tarmo (* 1954), estnischer Fußballspieler und Fußballtrainer
- Ruuttu, Alexander (* 1992), finnischer Eishockeyspieler
- Ruuttu, Christian (* 1964), finnischer Eishockeyspieler
- Ruuttunen, Esa (* 1950), finnischer Opernsänger (Bariton)
- Ruutu, Jarkko (* 1975), finnischer Eishockeyspieler und -trainer
- Ruutu, Mikko (* 1978), finnischer Eishockeyspieler
- Ruutu, Tuomo (* 1983), finnischer Eishockeyspieler und -trainer